# Discocheilus
Discocheilus es un género de peces cipriniformes de la familia Cyprinidae.

## Especies
Se reconocen las siguientes especies:
- Discocheilus multilepis
- Discocheilus wui